# Jean-Baptiste Louvet
Jean Baptiste Ignace Arthur Louvet (* 1. Februar 1879 in Bertry; † 16. April 1953 in Saint-Laurent-sur-Mer) war ein französischer Radrennfahrer und Unternehmer.

## Sportliche Laufbahn
Louvet war im Straßenradsport und im Bahnradsport aktiv. Ab 1900 war er Berufsfahrer. Im Rahmen der Bahnradsport-Weltmeisterschaften 1902 gewann er mit Edmond Jacquelin ein Tandemrennen, das jedoch nicht offizieller Teil der Meisterschaften war. Auch bei den Olympischen Sommerspielen 1900 in Paris war er mit Jacquelin Dritter in einem Tandemrennen geworden, das ebenfalls nicht zum olympischen Programm gehörte.
1899 wurde er Dritter im Grand Prix de l’UVF. In der nationalen Meisterschaft im Sprint 1902 wurde er Dritter. Sein bedeutendster Erfolg war der Sieg in der ersten Austragung des Grand Prix Kopenhagen 1898.

## Berufliches
Louvet war Gründer der gleichnamigen Fahrradfabrik 1903 in Puteaux. Ab 1909 engagierte sich sein Unternehmen im Radsport als Sponsor eines Radsportteams mit dem Namen „J.B. Louvet“. Das Team bestand von 1909 bis 1955 und war mehrfach in der Tour de France vertreten. 1937 war das Unternehmen Louvet vom Unternehmen Dilecta (ebenfalls eine Fahrradfabrik) übernommen worden. Nach dem Zweiten Weltkrieg wurde Louvet Bürgermeister von Saint-Laurent-sur-Mer.